# Иоганн Людвиг II (князь Ангальт-Цербста)
Иоганн Людвиг II Ангальт-Цербстский (нем. Johann Ludwig II. von Anhalt-Zerbst; 23 июня 1688, Дорнбург — 5 ноября 1746, Цербст) — старший сын Иоганна Людвига I и его супруги Кристины фон Цейч (1666—1699), князь Ангальт-Цербста.
С 1720 года Иоганн Людвиг служил дростом в Евере и прожил там 22 года. После смерти двоюродного брата Иоганна Августа он унаследовал престол в Ангальт-Цербсте вместе со своим братом Кристианом Августом. Иоганн Людвиг умер неженатым спустя четыре года правления в Ангальт-Цербсте.